# Amsterdams Historisch Museum
Esempio
L'Amsterdams Historisch Museum è un museo incentrato sulla storia di Amsterdam. Dal 1975 si trova all'interno del vecchio orfanotrofio tra Kalverstraat e Nieuwezijds Voorburgwal.

## Collezione
Il museo espone vari oggetti legati alla storia di Amsterdam, dal Medioevo ai nostri giorni. Sono in mostra dipinti, modelli, reperti archeologici, fotografie, ma anche oggetti più inusuali come un carillon suonabile, un'automobile bianca (un veicolo "ecologico" degli anni sessanta) e una reale caffetteria del distretto di Jordaan.